# Maria Podlewska
Maria Podlewska (Płock, 9 de dezembro de 1862 - Cracóvia, 17 de dezembro de 1948) foi uma pintora polonesa.

## Biografia
Maria Podlewska, filha de Karol Podlewski e Józefa Brynek, passou sua infância em Vilnius, onde viveu com sua tia Emilia, de Brynki Mierzejewska. Em 1874, iniciou seus estudos nos Cursos Superiores para Mulheres de Adrian Baraniecki, em Cracóvia, onde foi aluna de Bronisław Abramowicz, Józef Siedlecki e Daniele Wierzbicki. Após um período dedicado às disciplinas de História e Ciências Naturais, retomou os estudos de desenho e pintura, sendo orientada por Hipolit Lipiński, Jan Styka e Władysław Rossowski. De 1887 a 1889, lecionou desenho, tendo sido recomendada por Jan Matejko, e copiou uma obra deste, retratando seu próprio pai. Sua produção de 18 retratos de reis poloneses, ainda como estudante, revela a influência do mestre. Entre 1889 e 1892, Podlewska ministrou aulas particulares e aceitou encomendas de retratos para financiar sua formação na Academia Julian, em Paris, onde estudou de 1892 a 1893. Durante esse período, copiou obras no Louvre, pintou paisagens e cenas urbanas. Expondo no Salon de Paris recebeu duas medalhas de ouro e após retornar à Polônia, consolidou-se como retratista..